# Wappen der Eisenbahngesellschaften in Britisch-Indien
Die frühen Eisenbahngesellschaften, besonders in Großbritannien, hatten eine große Affinität zur Heraldik. Wappen wurden von diesen sehr gerne als Erkennungszeichen im Sinne eines Logos oder zum Schmücken der Eisenbahnwaggons verwendet. Auch in Britisch-Indien verwendeten die staatlichen Eisenbahngesellschaften der verschiedenen Fürstenstaaten meist das Wappen des jeweiligen Fürstenstaates. Andere Gesellschaften kopierten oder vermischten einfach die bestehenden Wappen der Orte, zwischen denen ihre Strecken verliefen, oder sie verwendeten willkürliche Sammlungen quasi-heraldischer Darstellungen. Einige verwendeten lediglich die ineinander verschlungenen Initialen ihres Namens. Viele umrahmten ihre Insignien mit Schnallen, die denen von Ritterorden ähnelten, jedoch mit dem Namen der Gesellschaft anstelle dem Motto eines Ordens.

## Liste
| Wappen | Eisenbahngesellschaft                    | Anmerkungen |
| ------ | ---------------------------------------- | --- |
|        | Assam Railway                            | |
|        | Assam Bengal Railway                     | |
|        | Bengal and Assam Railway                 | Hier ist zusätzlich ein lateinisches Motto zu finden, das von der Vorgängergesellschaft Eastern Bengal Railway (siehe weiter unten) übernommen wurde: ex fumo dare lucem (zu deutsch etwa „wenn aus Rauch Licht wird“).                                                                                    |
|        | Bengal Nagpur Railway                    | Die indische South Eastern Railway verwendet dieses Emblem heute in leichter Abwandlung mit ihrem Schriftzug. Auf den Dampflokomotiven wurde um 1900 teilweise das unterhalb abgebildete Emblem mit den ineinander verschlungenen Initialen verwendet.                                                     |
|        | Bengal and North Western Railway         | |
|        | Bengal Provincial Railway                | |
|        | Bhavnagar State Railway                  | In Anlehnung an das offizielle Wappen des Fürstenstaates Bhavnagar. |
|        | Bikaner State Railway                    | In Anlehnung an das offizielle Wappen des Fürstenstaates Bikaner. |
|        | Bombay, Baroda and Central India Railway | Die obere Abbildung zeigt das von Beginn an verwendete Wappen. Zu einem späteren Zeitpunkt wurde das Emblem mit den verschlungenen Initialen der Gesellschaft verwendet. |
|        | Bombay Port Trust Railway                | Die obere Abbildung zeigt Logo des Hafens von Bombay und wurde auch teilweise für die Eisenbahn verwendet. Auf den Dampflokomotiven wurde dagegen das unterhalb abgebildete Emblem mit den ineinander verschlungenen Initialen verwendet.                                                                  |
|        | Darjeeling Himalayan Railway             | |
|        | Datia State Railway                      | In Anlehnung an das offizielle Wappen des Fürstenstaates Datia. |
|        | Dholpur State Railway                    | In Anlehnung an das offizielle Wappen des Fürstenstaates Dholpur. |
|        | Eastern Bengal Railway                   | Die obere Abbildung zeigt das nach der Übernahme der Gesellschaft durch den Staat verwendete Wappen. Zu einem späteren Zeitpunkt wurde das unterhalb abgebildete Wappen verwendet. Hier ist zusätzlich ein lateinisches Motto zu finden: ex fumo dare lucem (zu deutsch etwa „wenn aus Rauch Licht wird“). |
|        | Eastern Punjab Railway                   | |
|        | East Indian Railway                      | Hier taucht links oben das englische Georgskreuz auf, da die Gesellschaft in England gegründet wurde und dort ihren Hauptsitz hatte. |
|        | Gaekwar’s Baroda State Railways          | Die obere Abbildung zeigt das von Beginn an verwendete Wappen, welches das Wappen des Fürstenstaates Baroda enthält. Zu einem späteren Zeitpunkt wurde das Emblem mit den verschlungenen Initialen der Gesellschaft verwendet.                                                                             |
|        | Gondal State Railway                     | Identisch mit dem offiziellen Wappen des Fürstenstaates Gondal. |
|        | Great Indian Peninsula Railway           | Hier findet sich das englische Georgskreuz, da die Gesellschaft in England gegründet wurde und in London ihren Hauptsitz hatte. Zusätzlich ist hier ein Motto in Latein integriert: Arte non ense (zu deutsch etwa „durch die Kunst, nicht durch das Schwert“).                                            |
|        | Jaipur State Railway                     | |
|        | Jamnagar and Dwarka Railway              | |
|        | Jodhpur State Railway                    | |
|        | Junagadh State Railway                   | In Anlehnung an das offizielle Wappen des Fürstenstaates Junagadh. |
|        | Madras and Southern Mahratta Railway     | |
|        | Martin’s Light Railways                  | |
|        | Mewar State Railway                      | In Anlehnung an das offizielle Wappen des Fürstenstaates Mewar. |
|        | Morvi Railway                            | In Anlehnung an das offizielle Wappen des Fürstenstaates Morvi. |
|        | Mysore State Railway                     | In Anlehnung an das offizielle Wappen des Fürstenstaates Mysore. |
|        | Nizam’s Guaranteed State Railway         | |
|        | North Western Railway                    | Wird noch heute in leichter Abwandlung von Pakistan Railways verwendet. |
|        | Oudh and Rohilkhand Railway              | |
|        | Oudh and Tirhut Railway                  | |
|        | Rohilkund and Kumaon Railway             | |
|        | Scinde, Punjab and Delhi Railway         | |
|        | Scindia State Railway                    | In Anlehnung an das offizielle Wappen des Fürstenstaates Gwalior. Benannt nach Ranojirao Scindia dem Begründer von Gwalior. |
|        | South Indian Railway                     | |